# Energie (economie)

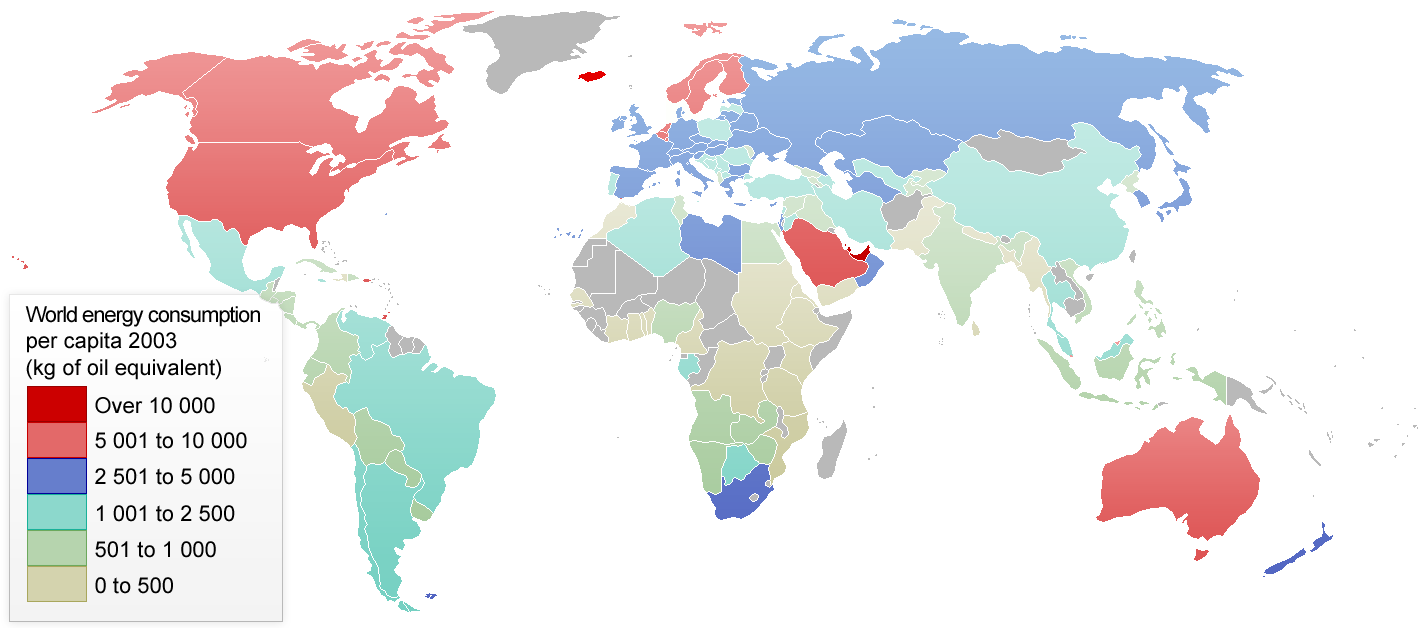
Wereldwijd energieverbruik in 2003. Het verbruik is uitgedrukt in kilogram olie-equivalent per hoofd van de bevolking.

Energie in economisch opzicht is die energie die door de mens wordt aangewend om zijn overlevingskansen, comfort en welvaart te vergroten.

## Geschiedenis

Fossiele brandstoffen blijven de primaire bron van wereldwijde energie en blijven zelfs stijgen, hoewel duurzame energie ook snel stijgt in absolute termen.

Technische vooruitgang maakte een steeds grotere beheersing van de natuur mogelijk, maar tegelijkertijd werd de mens daarmee steeds afhankelijker van die techniek. De bevolkingsgroei die mogelijk werd gemaakt door de overgang naar landbouw en de industriële revolutie maakte het onmogelijk om terug te keren naar de oude samenleving zonder grote sterfte.
De eerste energievorm waarover de mens kon beschikken was de eigen spierkracht. Waarschijnlijk zo'n 400.000 jaar geleden volgde de volgende stap, de beheersing van vuur. Door het domesticeren van dieren in de eerste landbouwsamenlevingen, kon men deze inzetten als trek- en lastdier. Dit vergrootte de productie- en transportmogelijkheden in belangrijke mate. De introductie van het zeil betekende een grote vooruitgang bij het transport over water.
Grootschalige mechanische energieopwekking vond voor het eerst plaats met wind- en watermolens. Een belangrijke bijdrage aan de welvaart van de Verenigde Provinciën tijdens de Gouden Eeuw werd geleverd door turf. De grote omwenteling volgde echter kort daarna. Het gebruik van fossiele brandstoffen maakte de industriële revolutie mogelijk. Aanvankelijk was deze gebaseerd op steenkool en cokes, maar gedurende de twintigste eeuw nam het belang van olie en in mindere mate gas sterk toe.
Onder druk van de milieuvervuiling, de bijdrage aan het broeikaseffect en de eindigheid van de voorraden fossiele brandstoffen wordt gezocht naar alternatieven. Het aandeel van deze zogenaamde duurzame energie in het totale energieverbruik stijgt langzaam.
De bovenstaande tabel is uitgedrukt in Mcal. Het energieverbruik in moderne samenlevingen ligt zo'n honderdmaal hoger dan voordat de mens gebruik begon te maken van vuur.